# Turnul întunecat (serie)
Turnul întunecat este o serie de cărți de aventuri, științifico-fantastice, Western de groază și fantezie. Seria este scrisă de autorul american Stephen King și este considerată ca fiind lucrarea magnum opus a sa. Acesta descrie un pistolar și aventurile sale în căutarea unui turn, a cărui natură este atât fizică, cât și metaforică.

## Lista de romane
- The Gunslinger (1982) tradus ca Pistolarul
- The Drawing of the Three (1987) tradus ca Alegerea celor trei
- The Waste Lands (1991) tradus ca Ținuturile pustii
- Wizard and Glass (1997) tradus ca Vrăjitorul și globul de cristal
- Wolves of the Calla (2003) tradus ca Lupii din Calla
- Song of Susannah (2004) tradus ca Cântecul lui Susannah
- The Dark Tower (2004)
- The Wind Through the Keyhole (2012)[2]

## Ecranizări
- Turnul întunecat (2017)